# Cộng Hòa, Hưng Hà
Cộng Hòa là một xã thuộc huyện Hưng Hà, tỉnh Thái Bình, Việt Nam.
Xã Cộng Hòa thuộc huyện Hưng Hà tỉnh Thái Bình, phía bắc giáp sông Luộc một chi lưu thuộc hệ thống sông Hồng, phía đông và đông nam giáp xã Hòa Tiến, phía tây giáp xã Canh Tân c diện tích 6,35 km², dân số năm 1999 là 6882 người, mật độ dân số đạt 1084 người/km².